# Citrina servillei
Citrina servillei är en insektsart som beskrevs av Ludwig Redtenbacher 1906. Citrina servillei ingår i släktet Citrina och familjen Pseudophasmatidae. Inga underarter finns listade i Catalogue of Life.